# Зарубский сельсовет
Зарубский сельсовет — административная единица на территории Дубровенского района Витебской области Беларуси.

## История
8 апреля 2004 года в состав Зарубского сельсовета включена территория упраздненного Баевского сельсовета (7 населенных пунктов: Асташковичи, Баево, Ирвеница, Козлы, Лапировщина, Понизовье, Рудашково), из состава Зарубского сельсовета в состав Волевковского сельсовета переданы 7 населенных пунктов в границах коммунального унитарного сельскохозяйственного предприятия имени Черняховского (Горельки, Козьяны, Калиновка, Лавки, Михалиново, Ростково,  Русаны). 
10 октября 2013 года в состав Зарубского сельсовета включена территория упразднённого Кленовского сельсовета (10 населенных пунктов: Ляховка, Чирино, Быстриевка, Гладкие, Жарневка, Клёны, Кулаковщина, Печенки, Хаетчино, Цыбульские).

## Состав
Зарубский сельсовет включает 29 населённых пунктов:
- Асташковичи — деревня.
- Баево — деревня.
- Быстриевка — деревня.
- Вежки — деревня.
- Гладкие — деревня.
- Демьянково — деревня.
- Жарневка — деревня.
- Зарубы — агрогородок.
- Искозы — деревня.
- Ирвеница — деревня.
- Козлы — деревня.
- Казариново — деревня.
- Клёны — деревня.
- Коршиково — деревня.
- Кулаковщина — деревня.
- Лапировщина — деревня.
- Ляховка — деревня.
- Никитино — деревня.
- Парфенково — деревня.
- Печенки — деревня.
- Понизовье — деревня.
- Погодино — деревня.
- Путятино — деревня.
- Рудашково — деревня.
- Слатовщина — деревня.
- Хаетчино — деревня.
- Цыбульские — деревня.
- Чирино — агрогородок.
- Юково — деревня.